# Randi Vestergaard Evaldsen
Randi Vestergaard Evaldsen (født 13. april 1984 i Sisimiut) er en grønlandsk politiker. Hun er tidligere formand for partiet Demokraterne og var i en periode medlem af Naalakkersuisut (minister) for Finanser og Råstoffer. 

## Afsked med politik
I juli 2019 sagde hun, at hun ville stoppe i politik, fordi hun skulle arbejde for Brugsen som indkøbschef.
Evaldsen er akademimerkonom i international handel og markedsføring og er desuden serviceøkonom indenfor turisme.